# Jennifer Holt
Elizabeth Marshall Holt, més coneguda com a Jennifer Holt (Hollywood, Califòrnia, 10 de novembre del 1920-Dorset, Anglaterra, 21 de setembre del 1997) va ser una actriu estatunidenca.
Filla de l'actor Jack Holt i Margaret Woods, tant ella com el seu germà Tim dedicarien a la interpretació. Va debutar al cinema amb el seu nom teatral, "Jacqueline Holt", en un western de 1941 al costat de Hopalong Cassidy. I va continuar els rodatges fins a fer 47 pel·lícules als anys quaranta. Totes, excepte vuit, van ser westerns, en les quals va treballar al costat d'estels del gènere com Lash LaRue i Johnny Mack Brown.
Holt va rodar la seva última pel·lícula en 1949 i després, el 1950, va co-protagonitzar un programa de televisió anomenat Panhandle Pete and Jennifer, el qual va durar una temporada. Al llarg de la resta de la dècada va tenir actuacions esporàdiques en sèries televisives western com ara The Gabby Hayes Show i Tales of Wells Fargo. Encara que l'atracció pels westerns havia disminuït a mitjan anys cinquanta, durant els festivals del gènere en els anys setanta va recuperar part de la seva popularitat entre els seus seguidors, i ocasionalment va participar com a estrella convidada.
Jennifer Holt es va casar en diverses ocasions. Va viure durant un temps a Mèxic i, en morir el 1997, es trobava en Dorset, Anglaterra.

## Filmografia
- Estic to Your Guns (1941) (com Jacqueline Holt) — June Winters
- The Old Chisholm Trail (1942) — Mary Lee
- Little Joe, the Wrangler (1942) — Janet Hammond
- Deep in the Heart of Texas (1942) — Nan Taylor
- Pardon My Sarong (1942) (sense crèdits) — Noia de l'autobús amb Tommy
- The Silver Bullet (1942) — Nancy Lee
- Private Buckaroo (1942) — Joyce Mason
- Broadway (1942) (sense crèdits) — hostessa de la TWA
- Raiders of Sunset Pass (1943) — Betty Mathews
- Lone Star Trail (1943) — Joan Winters
- Hers to Hold (1943) (sense crèdits) — Noia
- Frontier Law (1943) — Lois Rodgers
- Get Going (1943) — Vilma Walters
- Cowboy in Manhattan (1943) — Mitzi
- Raiders of San Joaquín (1943) — Jane Carter
- Cheyenne Roundup (1943) — Ellen Randall
- Hi, Buddy (1943) — Miss Russell
- Tenting Tonight on the Old Camp Ground (1943) — Kay Randolph
- Adventures of the Flying Cadets (1943) — Andre Mason [Capítols 5-13]
- Riders of the Santa Fe (1944) — Carla Anderson
- Outlaw Trail (1944) — Alice Thornton
- Guns of the Law (1944) — Lillian Wilkins
- Oklahoma Raiders (1944) — Donna Ross, El Venjador
- Marshal of Gunsmoke (1944) — Ellen
- The Lost Trail (1945) — Jane Burns
- Song of Old Wyoming (1945) — Vicky Conway, adoptada
- Renegades of the Rio Gran (1945) — Dolores Salezar
- Gun Smoke (1945) — Jane Condon
- Under Western Skies (1945) — Charity
- The Navajo Trail (1945) — Mary Trevor
- Beyond the Pecos (1945) — Ellen Tanner
- Trigger Fingers (1946) — Jane Caldwell
- Hop Harrigan (1946) — Gail Nolan
- Moon Over Montana (1946) — Gwynn Randal
- Trail of the Mounties (1947) — Kathie McBain
- Where the North Begins (1947) — Mary Rockwell
- Shadow Valley (1947) — Mary Ann Jarvis
- The Fighting Vigilants (1947) — Abby Jackson
- Stage to Mesa City (1947) — Margie Watson
- Ghost Town Renegades (1947) — Diane Trent
- Pioneer Justice (1947) — Betty Walters
- Buffalo Bill Rides Again (1947) — Dale Harrington
- Over the Santa Fe Trail (1947) — Carolyn
- The Tioga Kid (1948) — Jenny Morgan
- Range Renegades (1948) — Belle Morgan
- The Hawk of Powder River (1948) — Vivian Chambers The Hawk
- Tornat Range (1948) — Mary King
- Panhandle Pete and Jennifer (1950) (Sèrie de TV) — Convidada (1950-51)
- Tales of Wells Fargo (1957-1959) (Sèrie de TV) — Ella / (4 episodis)
- Perry Mason (1958) (Sèrie de TV) — Christine (1 episodi)